# Phloiotrya rufoventris
Phloiotrya rufoventris là một loài bọ cánh cứng trong họ Melandryidae. Loài này được Nomura miêu tả khoa học năm 1958.